# Nekrolog 4. Quartal 1976
Nekrolog
◄◄
| ◄
| 1972
| 1973
| 1974
| 1975
| 1976 | 1977 | 1978 | 1979 | 1980 | ► | ►►
1. Quartal |
2. Quartal |
3. Quartal |
4. Quartal 1976
Weitere Ereignisse | Allgemeiner Nekrolog 1976
Die Beschreibung der verstorbenen Person sollte so kurz wie möglich gehalten sein und nur deren signifikante Tätigkeit(en) enthalten.
Neue Namen ggf. auch unter dem Geburts- und Sterbedatum, also etwa unter 1. Januar und im Geburts- und Sterbejahr (2024) eintragen (nur bei entsprechender großer Wichtigkeit). Für Beispiele siehe die schon vorhandenen Artikel.
Außerdem über die fünf zuletzt Verstorbenen, zu denen es einen ausreichend guten Artikel für eine Präsentation auf der Hauptseite gibt, nach der todesbedingten Überarbeitung der Artikel ggf. auch unter Wikipedia Diskussion:Hauptseite informieren und sie am besten auch in den anderen Wikipedia-Sprachversionen eintragen. Tipp: Regelmäßig bei news.google.de nach „ist tot“, „gestorben“ oder „verstorben“ suchen.
Wenn eine Person gestorben ist, gibt es viele Seiten zu dieser Person in der Wikipedia, die davon auch betroffen sind und entsprechend aktualisiert werden müssen. Beispiele: Namenübersichtsseite, Geburtsjahr, Geburtsort-Seiten und viele mehr.
Wie finde ich die betroffenen Seiten?
Im Suchfeld auf der linken Seite gibt man den Suchbegriff so ein: „Vorname Nachname“. Dann klickt man auf Volltext und alle Seiten mit entsprechendem Suchtext werden aufgerufen. Hier sieht man dann schnell, wo auch das Todesjahr Sinn macht oder sogar ein Teil des Artikels angepasst werden muss. Auch hilft das „Werkzeug“ auf der linken Seite sehr gut, um solche Seiten aufzufinden: „Links auf diese Seite“. Somit ist die Wikipedia wieder aktuell in allen Bereichen! Hinweis: bei Eintragung der Kategorie „Gestorben JAHR“ wird der Missbrauchsfilter 49 ausgelöst, was jedoch nicht schlimm ist. Siehe: Spezial:Missbrauchsfilter/49
Dies ist eine Liste von im vierten Quartal 1976 verstorbenen bekannten Persönlichkeiten. Die Einträge erfolgen innerhalb der einzelnen Daten alphabetisch sortiert. Tiere sind im Nekrolog für Tiere zu finden.

## Oktober
| Tag         | Name                                 | Beruf, bekannt als                                                                                              | Alter | Beleg |
| ----------- | ------------------------------------ | --- | ----- | ----- |
| 1. Oktober  | Eugen Mattiat                        | deutscher Theologe und Volkskundler                                                                             | 75    |       |
| 1. Oktober  | Frank McLeavy, Baron McLeavy         | britischer Politiker (Labour), Mitglied des House of Commons                                                    | 77    |       |
| 1. Oktober  | Friedrich Schildberger               | deutscher Historiker und Archivar                                                                               | 76    |       |
| 1. Oktober  | Fritz Winter                         | deutscher Künstler                                                                                              | 71    |       |
| 2. Oktober  | James C. Auchincloss                 | US-amerikanischer Politiker                                                                                     | 91    |       |
| 2. Oktober  | Quentin Jackson                      | US-amerikanischer Jazzposaunist                                                                                 | 67    |       |
| 2. Oktober  | Johannes Schultze                    | deutscher Historiker und Archivar                                                                               | 95    |       |
| 2. Oktober  | Alfred von Zeerleder                 | Schweizer Metallurge und Hochschullehrer, Professor für Leichtmetalle und Elektrometallurgie                    | 86    |       |
| 3. Oktober  | Émile Benveniste                     | französischer Linguist                                                                                          | 74    |       |
| 3. Oktober  | Scott Duncan                         | schottischer Fußballspieler und -trainer                                                                        | 87    |       |
| 3. Oktober  | Herb Flemming                        | US-amerikanischer Jazz-Trompeter                                                                                | 76    |       |
| 3. Oktober  | Wilhelm Luther                       | deutscher Klassischer Philologe und Fachdidaktiker                                                              | 66    |       |
| 3. Oktober  | Wilhelm Nordberg                     | österreichisch-US-amerikanischer Physiker der NASA                                                              | 46    |       |
| 3. Oktober  | Hermann Pünder                       | deutscher Politiker (Zentrum, CDU), MdL, MdB, MdEP                                                              | 88    |       |
| 3. Oktober  | Howard W. Smith                      | US-amerikanischer Politiker                                                                                     | 93    |       |
| 3. Oktober  | Victoria Spivey                      | US-amerikanische Blues-Sängerin, Pianospielerin und Komponistin                                                 | 69    |       |
| 3. Oktober  | Hans Zimmermann                      | Schweizer Regisseur                                                                                             | 74    |       |
| 4. Oktober  | Hermann Becker                       | deutscher Landwirt und Politiker (FDP), MdL                                                                     | 80    |       |
| 4. Oktober  | Peter Böhringer                      | Schweizer Kantonspolitiker (LdU)                                                                                | 67    |       |
| 04. Oktober | Lauritz Christiansen                 | dänischer Langstreckenläufer                                                                                    | 83    |       |
| 4. Oktober  | Walter Löhr                          | deutscher Politiker (CDU), MdB, MdEP                                                                            | 65    |       |
| 4. Oktober  | Elsa Muschg                          | Schweizer Lehrerin und Kinderbuchautorin                                                                        | 77    |       |
| 4. Oktober  | Horst Schmidt                        | deutscher Arzt und Politiker (SPD), MdB                                                                         | 51    |       |
| 4. Oktober  | Takano Sujū                          | japanischer Mediziner und Haiku-Dichter                                                                         | 83    |       |
| 4. Oktober  | Karl Trasti                          | norwegischer Politiker (Arbeiderpartiet)                                                                        | 59    |       |
| 4. Oktober  | Willy Zschietzschmann                | deutscher Klassischer Archäologe                                                                                | 76    |       |
| 5. Oktober  | Günther Franke                       | deutscher Galerist, Kunsthändler und Kunstsammler                                                               | 75    |       |
| 5. Oktober  | Martin Gülzow                        | deutscher Gastroenterologe                                                                                      | 66    |       |
| 5. Oktober  | Barbara Nichols                      | US-amerikanische Schauspielerin                                                                                 | 47    |       |
| 5. Oktober  | Lars Onsager                         | norwegischer Physikochemiker und theoretischer Physiker                                                         | 72    |       |
| 5. Oktober  | Richard Rokita                       | deutscher SS-Untersturmführer und Stellvertreter des Lagerkommandanten Zwangsarbeitslager Lemberg-Janowska      | 81    |       |
| 5. Oktober  | Takeda Taijun                        | japanischer Schriftsteller                                                                                      | 64    |       |
| 5. Oktober  | Wilhelm Wollmann                     | deutscher Kommunalpolitiker (KPD, SED)                                                                          | 92    |       |
| 6. Oktober  | Herman Geiger-Torel                  | deutsch-kanadischer Opernregisseur und Musikpädagoge                                                            | 69    |       |
| 6. Oktober  | Rudi Goguel                          | deutscher Widerstandskämpfer                                                                                    | 68    |       |
| 6. Oktober  | Gerhard Hurte                        | deutscher Maler, Glasmaler und Restaurator                                                                      | 70    |       |
| 6. Oktober  | Gilbert Ryle                         | britischer Philosoph                                                                                            | 76    |       |
| 6. Oktober  | Friedrich Teitge                     | deutscher Schauspieler bei Film und Bühne sowie ein Theaterregisseur                                            | 77    |       |
| 6. Oktober  | Hans Theilig                         | deutscher Handballspieler                                                                                       | 62    |       |
| 6. Oktober  | Nancy Uranga Romagosa                | kubanische Florettfechterin                                                                                     | 22    |       |
| 6. Oktober  | Fritz Wilms                          | deutscher Politiker (FDP), MdL                                                                                  | 76    |       |
| 7. Oktober  | Alfred Arndt                         | deutscher Architekt                                                                                             | 77    |       |
| 7. Oktober  | Martin Bodin                         | schwedischer Kameramann                                                                                         | 73    |       |
| 7. Oktober  | Georg Gfäller                        | deutscher Erfinder der modernen Rennrodel                                                                       | 81    |       |
| 7. Oktober  | Toyoda Hisakichi                     | japanischer Schwimmer                                                                                           | 64    |       |
| 7. Oktober  | Doris Kahane                         | deutsche Malerin und Grafikerin                                                                                 | 55    |       |
| 7. Oktober  | Nikolai Lopatnikoff                  | russisch-amerikanischer Komponist, Musikpädagoge und Hochschullehrer                                            | 73    |       |
| 7. Oktober  | Sámal Petersen                       | färöischer Politiker der sozialliberalen Partei Sjálvstýrisflokkurin und Minister in der Landesregierung der... | 72    |       |
| 7. Oktober  | Aarne Tarkas                         | finnischer Filmregisseur und Drehbuchautor                                                                      | 52    |       |
| 8. Oktober  | Maria Jacobi                         | österreichische Politikerin (SPÖ), amtsführende Stadträtin in Wien                                              | 66    |       |
| 8. Oktober  | Werner Kindler                       | deutscher HNO-Arzt, Hochschullehrer in Berlin und Heidelberg                                                    | 81    |       |
| 8. Oktober  | Charles Martinet                     | Schweizer Radrennfahrer                                                                                         | 82    |       |
| 8. Oktober  | Bertram Weigel                       | deutscher Zeichner, Objekt- und Konzeptkünstler                                                                 | 26    |       |
| 9. Oktober  | Troy H. Middleton                    | US-amerikanischer Generalleutnant im Zweiten Weltkrieg                                                          | 86    |       |
| 9. Oktober  | Jewgeni Konstantinowitsch Sawoiski   | russischer Physiker                                                                                             | 69    |       |
| 9. Oktober  | Lawrence Shields                     | US-amerikanischer Politiker                                                                                     | 82    |       |
| 9. Oktober  | Rudolf Sigmund                       | österreichischer Politiker (SPÖ), Landtagsabgeordneter                                                          | 73    |       |
| 9. Oktober  | Walter Warlimont                     | deutscher Offizier und Stellvertreter von Generaloberst Alfred Jodl                                             | 82    |       |
| 9. Oktober  | Kurt Wichmann                        | deutscher Oratoriensänger (Bass), Gesangspädagoge und Musikpublizist                                            | 86    |       |
| 10. Oktober | Silvana Armenulić                    | jugoslawische Folk-Sängerin                                                                                     | 37    |       |
| 10. Oktober | Cyril Conrad Cowderoy                | englischer Geistlicher, römisch-katholischer Erzbischof von Southwark                                           | 71    |       |
| 10. Oktober | Tadeusz Friedrich                    | polnischer Säbelfechter                                                                                         | 73    |       |
| 10. Oktober | Richard Fritzsche                    | deutscher Journalist und Heimatforscher                                                                         | 65    |       |
| 10. Oktober | Anton M. Kolnberger                  | deutscher Zeichner und Autor                                                                                    | 70    |       |
| 10. Oktober | Archibald Manuel                     | schottischer Politiker (Labour Party), Mitglied des House of Commons                                            |       |       |
| 10. Oktober | Reinold von Thadden                  | deutscher Jurist, Politiker und Gründer des Evangelischen Kirchentages, MdL                                     | 85    |       |
| 10. Oktober | Otto Thorbeck                        | deutscher SS-Richter                                                                                            | 64    |       |
| 11. Oktober | Connee Boswell                       | US-amerikanische Blues- und Jazz-Sängerin und Schauspielerin                                                    | 68    |       |
| 11. Oktober | Walter Bruchhausen                   | US-amerikanischer Jurist                                                                                        | 84    |       |
| 11. Oktober | Don H. Ebright                       | US-amerikanischer Bankier, Beamter und Politiker                                                                | 74    |       |
| 11. Oktober | Werner Haas                          | deutscher Pianist                                                                                               | 45    |       |
| 11. Oktober | Herbert Hirth                        | deutscher Fußballspieler                                                                                        | 92    |       |
| 11. Oktober | Gottfried von Lücken                 | deutscher Klassischer Archäologe                                                                                | 93    |       |
| 11. Oktober | Júlia Majláth                        | ungarische Komponistin                                                                                          | 55    |       |
| 11. Oktober | Nakayama Masa                        | japanische Politikerin                                                                                          | 85    |       |
| 11. Oktober | Mario Szenessy                       | ungarisch-deutscher Schriftsteller und Literaturkritiker                                                        | 46    |       |
| 12. Oktober | Martin Brüns                         | deutscher Politiker (SPD), MdL                                                                                  | 65    |       |
| 12. Oktober | Hertha Koenig                        | deutsche Schriftstellerin, Lyrikerin der Moderne                                                                | 91    |       |
| 12. Oktober | Pierre Léon                          | französischer Historiker                                                                                        | 61    |       |
| 12. Oktober | Max Pietsch                          | österreichischer Wirtschaftswissenschaftler und Soziologe                                                       | 73    |       |
| 12. Oktober | Paula von Reznicek                   | deutsche Tennisspielerin, Journalistin und Schriftstellerin                                                     | 80    |       |
| 12. Oktober | José Rozo Contreras                  | kolumbianischer Komponist                                                                                       | 82    |       |
| 12. Oktober | Hermann Scriba                       | deutscher Theologe                                                                                              | 88    |       |
| 12. Oktober | André Vandelle                       | französischer Skisportler                                                                                       | 74    |       |
| 12. Oktober | Roman Zellnig                        | österreichischer Landwirt und Politiker                                                                         | 78    |       |
| 13. Oktober | Gerhard Assmann                      | deutscher Konditor und Gewerkschafter und Mitglied des Bayerischen Senats                                       | 61    |       |
| 13. Oktober | Heinrich Träg                        | deutscher Fußballspieler                                                                                        | 83    |       |
| 14. Oktober | Gáspár Borbás                        | ungarischer Fußballspieler                                                                                      | 92    |       |
| 14. Oktober | Alexander Chwylja                    | sowjetischer Schauspieler Biografie                                                                             | 71    |       |
| 14. Oktober | Edith Evans                          | britische Schauspielerin                                                                                        | 88    |       |
| 14. Oktober | Sulaimān an-Nābulusī                 | jordanischer Politiker und Premierminister                                                                      |       |       |
| 14. Oktober | Walter Schultze                      | deutscher Fabrikant und Unternehmer                                                                             | 69    |       |
| 14. Oktober | Karl Werkmeister                     | deutscher Botschafter                                                                                           | 78    |       |
| 15. Oktober | Fridolin Friedmann                   | deutsch-britischer Reformpädagoge                                                                               | 79    |       |
| 15. Oktober | Carlo Gambino                        | US-amerikanischer Mobster, Boss der Gambino-Familie                                                             | 74    |       |
| 15. Oktober | Rafel Ginard Bauçà                   | spanischer Schriftsteller                                                                                       | 77    |       |
| 15. Oktober | Siegbert Kahn                        | deutscher KPD-Funktionär, marxistischer Ökonom und Direktor des Deutschen Wirtschaftsinstituts                  | 67    |       |
| 15. Oktober | Erwin Lambert                        | deutscher Maurermeister, NSDAP- und SS-Mitglied                                                                 | 66    |       |
| 15. Oktober | James McAuley                        | australischer Dichter, Journalist und Literaturkritiker                                                         | 59    |       |
| 15. Oktober | August Vetter                        | deutscher Psychologe                                                                                            | 89    |       |
| 16. Oktober | Rufino Niccacci                      | italienischer Priester der römisch-katholischen Kirche, Gerechter unter den Völkern                             | 65    |       |
| 16. Oktober | Enrico Poggi                         | italienischer Segler                                                                                            | 68    |       |
| 16. Oktober | Fritz Viegener                       | deutscher Maler und Bildhauer                                                                                   | 87    |       |
| 16. Oktober | Friedrich Voges                      | deutscher Mediziner und Standespolitiker                                                                        | 63    |       |
| 17. Oktober | Franz Altheim                        | deutscher Althistoriker und klassischer Philologe                                                               | 78    |       |
| 17. Oktober | Radaslau Astrouski                   | weißrussischer Politiker und Aktivist                                                                           | 88    |       |
| 17. Oktober | Edward Marczewski                    | polnischer Mathematiker                                                                                         | 68    |       |
| 17. Oktober | Nikolai Wassiljewitsch Nagajew       | russischer Generalstabsoffizier und russisch-orthodoxer Bischof                                                 | 92    |       |
| 17. Oktober | Kurt Wehrle                          | deutscher Verwaltungsjurist, NS-Polizeipräsident, SS-Sturmbannführer und Landrat                                | 71    |       |
| 17. Oktober | Lotte Wernekink                      | deutsche Grafikerin und Schulleiterin                                                                           | 79    |       |
| 18. Oktober | Count Ossie                          | jamaikanischer Reggae-Musiker                                                                                   |       |       |
| 18. Oktober | Lorenz Giovanelli                    | Schweizer Volksmusiker und Komponist                                                                            | 61    |       |
| 18. Oktober | James Kok                            | rumänischer Musiker                                                                                             | 74    |       |
| 18. Oktober | Horst Kube                           | deutscher Schauspieler                                                                                          | 56    |       |
| 18. Oktober | Giacomo Lercaro                      | italienischer Geistlicher, Erzbischof von Bologna                                                               | 84    |       |
| 18. Oktober | Janine Micheau                       | französische Sopranistin                                                                                        | 62    |       |
| 18. Oktober | Mori Arimasa                         | japanischer Philosoph                                                                                           | 64    |       |
| 18. Oktober | James A. Noe                         | US-amerikanischer Politiker und Gouverneur von Louisiana                                                        | 85    |       |
| 18. Oktober | Paul Schmidt                         | deutscher Erfinder                                                                                              | 78    |       |
| 18. Oktober | Giorgos Tzavellas                    | griechischer Filmregisseur, Schauspieler, Drehbuch- und Theaterautor                                            |       |       |
| 19. Oktober | Paul Baumgartner                     | Schweizer Pianist                                                                                               | 73    |       |
| 19. Oktober | Bernie Hanighen                      | US-amerikanischer Liedtexter, Komponist und Musikproduzent                                                      | 68    |       |
| 19. Oktober | Hans Heyse                           | deutscher Philosophieprofessor                                                                                  | 85    |       |
| 19. Oktober | S. Morris Kupchan                    | US-amerikanischer Chemiker und Onkologe                                                                         | 53    |       |
| 19. Oktober | Eugene Szmuc                         | US-amerikanischer Geologe und Paläontologe                                                                      | 49    |       |
| 20. Oktober | Janusz Grabiański                    | polnischer Illustrator und Grafiker                                                                             | 47    |       |
| 20. Oktober | Hans Raum                            | deutscher Pflanzenbauwissenschaftler und Agrarhistoriker                                                        | 92    |       |
| 20. Oktober | Tom Stott                            | australischer Politiker, Sprecher des South Australian House of Assembly                                        | 77    |       |
| 20. Oktober | Andrée Viénot                        | französische Politikerin und Résitante                                                                          | 75    |       |
| 20. Oktober | Slavko Vorkapić                      | jugoslawisch-US-amerikanischer Regisseur, Filmeditor und Redakteur                                              | 82    |       |
| 21. Oktober | Jean Berveiller                      | französischer Organist und Komponist                                                                            | 72    |       |
| 21. Oktober | Leslie Fry                           | britischer Offizier und Diplomat                                                                                | 68    |       |
| 21. Oktober | Louis-Heinz Kettler                  | deutscher Anatom und Pathologe                                                                                  | 65    |       |
| 21. Oktober | Johannes Kinder                      | deutscher Kriegsverbrecher und Stasi-Spitzel                                                                    | 64    |       |
| 21. Oktober | Theodor Koch                         | deutscher Ingenieur, Unternehmer, Waffenproduzent und Mitbegründer der Firma Heckler & Koch                     | 71    |       |
| 21. Oktober | Joseph Müller-Blattau                | deutscher Musikwissenschaftler                                                                                  | 81    |       |
| 21. Oktober | Edgar Rößger                         | deutscher Luftfahrtingenieur, Begründer der Anthropotechnik                                                     | 71    |       |
| 22. Oktober | Else Brökelschen                     | deutsche Politikerin (DVP), MdB                                                                                 | 86    |       |
| 22. Oktober | Edward Burra                         | britischer Maler                                                                                                | 71    |       |
| 22. Oktober | Werner Heinen                        | deutscher Biologe und Schriftsteller                                                                            | 79    |       |
| 22. Oktober | Paul Anton Keller                    | österreichischer Schriftsteller                                                                                 | 69    |       |
| 22. Oktober | Elisabeth Helene von Thurn und Taxis | deutsche Adlige, Prinzessin von Thurn und Taxis                                                                 | 72    |       |
| 23. Oktober | Clarence P. Dahl                     | US-amerikanischer Politiker                                                                                     | 84    |       |
| 23. Oktober | Vera Guilaroff                       | kanadische Pianistin und Komponistin                                                                            | 73    |       |
| 23. Oktober | William J. Sparks                    | US-amerikanischer Chemiker                                                                                      | 71    |       |
| 24. Oktober | Harold H. Chase                      | US-amerikanischer Politiker                                                                                     | 64    |       |
| 24. Oktober | Karl Dürkefälden                     | deutscher Tagebuchautor                                                                                         | 74    |       |
| 24. Oktober | Freddie van der Goes                 | südafrikanische Schwimmerin                                                                                     | 67    |       |
| 24. Oktober | Georg Ostrogorsky                    | jugoslawischer Byzantinist                                                                                      | 74    |       |
| 24. Oktober | Albert Pasquier                      | Schweizer Politiker (CVP)                                                                                       | 84    |       |
| 25. Oktober | Míla Beran                           | tschechoslowakischer Schauspieler                                                                               | 72    |       |
| 25. Oktober | Josef Bisa                           | Schweizer Bildhauer                                                                                             | 68    |       |
| 25. Oktober | Alfred Jahn                          | deutscher Verleger                                                                                              | 90    |       |
| 25. Oktober | Willibald Köhler                     | deutscher Schriftsteller und Lehrer                                                                             | 90    |       |
| 25. Oktober | František Křelina                    | tschechischer Schriftsteller, Dichter, Dramaturg und Pädagoge                                                   | 73    |       |
| 25. Oktober | Anton Prandl                         | deutscher Politiker (SPD), Bürgermeister und MdL                                                                | 84    |       |
| 25. Oktober | Raymond Queneau                      | französischer Dichter und Schriftsteller                                                                        | 73    |       |
| 25. Oktober | John Sörenson                        | schwedischer Turner                                                                                             | 87    |       |
| 26. Oktober | Deryck Cooke                         | britischer Musikwissenschaftler                                                                                 | 57    |       |
| 26. Oktober | Elisabeth Sophie Dabelstein          | deutsche Schriftstellerin und Alpinistin                                                                        | 81    |       |
| 26. Oktober | Eliyahu Dobkin                       | zionistischer Aktivist                                                                                          | 77    |       |
| 26. Oktober | Charles Ragan                        | US-amerikanischer Mediziner                                                                                     |       |       |
| 26. Oktober | Glenn Tucker                         | US-amerikanischer Autor, Journalist und Historiker                                                              | 83    |       |
| 27. Oktober | Heinrich Bangert                     | deutscher Schmiedemeister und Politiker (NSDAP)                                                                 | 72    |       |
| 27. Oktober | Walter Giesker                       | deutscher Politiker (CDU) und Abgeordneter des Niedersächsischen Landtages                                      | 75    |       |
| 27. Oktober | Ernst Stahnke                        | deutscher Chirurg                                                                                               | 89    |       |
| 28. Oktober | Leslie Dalton-Morris                 | britischer Offizier der Luftstreitkräfte des Vereinigten Königreichs                                            | 70    |       |
| 28. Oktober | Jakob Fischer-Rhein                  | deutscher Zeichner, Porträt- und Landschaftsmaler                                                               | 88    |       |
| 28. Oktober | Liselotte Gretzschel                 | deutsche Politikerin (SED)                                                                                      | 55    |       |
| 28. Oktober | Robert Kabelac                       | deutscher Werftdirektor                                                                                         | 82    |       |
| 28. Oktober | Otto Krieg-Helbig                    | deutscher Schauspieler                                                                                          | 78    |       |
| 29. Oktober | Arthur Pfeifer                       | deutscher Pädagoge und Pazifist                                                                                 | 92    |       |
| 29. Oktober | Richard Seewald                      | deutscher Maler und Schriftsteller                                                                              | 87    |       |
| 29. Oktober | Renzo Vestrini                       | italienisch-venezolanischer Ruderer und Maler                                                                   | 70    |       |
| 29. Oktober | Konstantin Alexejewitsch Wassiljew   | sowjetischer Maler                                                                                              | 34    |       |
| 29. Oktober | Erwin Zajicek                        | tschechoslowakischer Politiker                                                                                  | 85    |       |
| 30. Oktober | Clarence Duncan Chamberlin           | US-amerikanischer Flieger                                                                                       | 82    |       |
| 30. Oktober | Karianne Christiansen                | norwegische Skirennläuferin                                                                                     | 27    |       |
| 30. Oktober | Lies Ketterer                        | deutsche Bildhauerin                                                                                            | 71    |       |
| 30. Oktober | Wolfgang von Kluge                   | deutscher Offizier, zuletzt Generalleutnant im Zweiten Weltkrieg                                                | 84    |       |
| 30. Oktober | Paul Kugler                          | deutscher Fußballspieler                                                                                        | 87    |       |
| 30. Oktober | Alfred Landé                         | deutscher Physiker                                                                                              | 87    |       |
| 30. Oktober | Rudy Powell                          | US-amerikanischer Jazzsaxophonist                                                                               | 69    |       |
| 30. Oktober | Georg Tartler                        | deutscher Hygieniker und Epidemiologe                                                                           | 77    |       |
| 31. Oktober | Jean Albert                          | französischer Karambolagespieler, Welt- und Europameister im Cadre                                              | 72    |       |
| 31. Oktober | Eileen Gray                          | irische Innenarchitektin und Designerin                                                                         | 98    |       |
| 31. Oktober | Jean Michard-Pellissier              | französischer Jurist und Politiker, Mitglied der Nationalversammlung                                            | 67    |       |
| 31. Oktober | Bruno Uher                           | österreichischer Musiker                                                                                        | 64    |       |
| 31. Oktober | Joseph Wilder                        | österreichischer und US-amerikanischer Neurologe und Psychiater                                                 | 81    |       |
| Oktober     | Lucas Bernoulli                      | Schweizer Architekt und Politiker (LdU)                                                                         | 69    |       |
| Oktober     | Sonny Morgan                         | US-amerikanischer Jazzmusiker                                                                                   | 40    |       |

## November
| Tag          | Name                                     | Beruf, bekannt als                                                                                           | Alter | Beleg |
| ------------ | ---------------------------------------- | --- | ----- | ----- |
| 1. November  | Oscar Beregi junior                      | US-amerikanisch-ungarischer Schauspieler                                                                     | 58    |       |
| 1. November  | Albert Forcinal                          | französischer Resistance-Kämpfer, politischer KZ-Häftling und Politiker, Mitglied der Nationalversammlung    | 89    |       |
| 1. November  | Filip Johansson                          | schwedischer Fußballspieler                                                                                  | 74    |       |
| 1. November  | Pavel Reiman                             | tschechischer Germanist, Redakteur, Literaturhistoriker und Schriftsteller                                   | 74    |       |
| 1. November  | Gustav Riek                              | deutscher Prähistoriker                                                                                      | 76    |       |
| 2. November  | Otto Klett                               | deutsch-rumänischer Vertriebenenfunktionär                                                                   | 65    |       |
| 2. November  | Duke Osborn                              | US-amerikanischer American-Football-Spieler                                                                  | 79    |       |
| 2. November  | Rudolf Röckl                             | österreichischer Fußballspieler und -funktionär                                                              | 49    |       |
| 2. November  | Eberhard Taubert                         | deutscher Jurist, Verleger, Propagandist und Politiker (NSDAP)                                               | 69    |       |
| 2. November  | Karl Thums                               | österreichischer Arzt, Psychiater und Rassenhygieniker                                                       | 72    |       |
| 2. November  | Fritz Zorn                               | Schweizer Schriftsteller                                                                                     | 32    |       |
| 3. November  | August Bodenstein                        | österreichischer Bildhauer                                                                                   | 79    |       |
| 3. November  | Giuseppe Cavanna                         | italienischer Fußballtorhüter und Fußballtrainer                                                             | 71    |       |
| 3. November  | Anton Grasser                            | deutscher Polizeioffizier, General der Infanterie und Inspekteur des Bundesgrenzschutzes                     | 85    |       |
| 3. November  | Friedrich W. Herzog                      | deutscher Schriftsteller und Musikkritiker                                                                   | 74    |       |
| 3. November  | Alfred Ittner                            | deutscher SS-Oberscharführer – beteiligt an der „Aktion T4“ und der „Aktion Reinhardt“                       | 69    |       |
| 3. November  | Henk Korthals                            | niederländischer Politiker und Journalist                                                                    | 65    |       |
| 3. November  | Otmar Kranz                              | deutscher Ordensgeistlicher, Abt der Benediktinerabtei Schäftlarn                                            |       |       |
| 3. November  | Urs Küry                                 | christkatholischer Bischof der Schweiz                                                                       | 75    |       |
| 3. November  | Otto Schulze                             | deutscher Maler, Grafiker und Kunstpädagoge                                                                  | 77    |       |
| 4. November  | Heinrich Brügger                         | deutscher Mediziner                                                                                          | 80    |       |
| 4. November  | Massimo Dallamano                        | italienischer Regisseur                                                                                      | 59    |       |
| 4. November  | Theodor Detmers                          | deutscher Marineoffizier und Kommandant des Hilfskreuzers „Kormoran“                                         | 74    |       |
| 4. November  | Dean Dixon                               | US-amerikanischer Dirigent                                                                                   | 61    |       |
| 4. November  | Leo Kerz                                 | deutsch-amerikanischer Bühnenbildner und Theaterproduzent                                                    | 64    |       |
| 4. November  | Grete Popper                             | deutsch-tschechische Fotografin                                                                              | 79    |       |
| 4. November  | Toni Ulmen                               | deutscher Motorrad- und Automobilrennfahrer                                                                  | 70    |       |
| 5. November  | Leo Ferdinand Dworschak                  | US-amerikanischer Geistlicher, Bischof von Fargo                                                             | 76    |       |
| 5. November  | Willi Hennig                             | deutscher Zoologe und Phylogenetiker                                                                         | 63    |       |
| 5. November  | Erich Hylla                              | deutscher Pädagoge                                                                                           | 89    |       |
| 5. November  | Joseph de La Porte du Theil              | französischer Generalleutnant                                                                                | 92    |       |
| 5. November  | Lothar Schulz                            | deutscher Politiker (CDU), Mitglied des Abgeordnetenhauses von Berlin                                        | 72    |       |
| 5. November  | Franciszek Szymczyk                      | polnischer Radsportler und Sportfunktionär                                                                   | 84    |       |
| 5. November  | Hans Julius Wolff                        | deutscher Richter und Verwaltungswissenschaftler                                                             | 78    |       |
| 6. November  | Ernst Burdach                            | deutscher evangelischer Geistlicher                                                                          | 71    |       |
| 6. November  | Václav Čtvrtek                           | tschechischer Kinder- und Jugendbuchautor                                                                    | 65    |       |
| 6. November  | Patrick Dennis                           | US-amerikanischer Schriftsteller                                                                             | 55    |       |
| 6. November  | Fritz Füllenbach                         | deutscher Politiker (SPD), MdL Rheinland-Pfalz                                                               | 74    |       |
| 6. November  | Pierre Sebilleau                         | französischer Botschafter                                                                                    | 64    |       |
| 6. November  | Alexander Solomon Wiener                 | US-amerikanischer Serologe                                                                                   | 69    |       |
| 7. November  | Ottomar Anton                            | deutscher Maler, Graphiker und Hochschullehrer                                                               | 80    |       |
| 7. November  | Adalbert von Blanc                       | deutscher Flottillenadmiral (Marine der Bundeswehr)                                                          | 69    |       |
| 7. November  | Gaston Fourrier                          | französischer Handelsvertreter und Politiker                                                                 | 73    |       |
| 7. November  | Wivan Pettersson                         | schwedische Schwimmerin                                                                                      | 72    |       |
| 7. November  | Hans Otto Wesemann                       | deutscher Journalist und Intendant                                                                           | 73    |       |
| 7. November  | Kurt Wessel                              | deutscher Chefredakteur des Münchner Merkur, politischer Kommentator und Diskussionsleiter beim BR-Fernsehen | 68    |       |
| 8. November  | Michail Ossipowitsch Barschtsch          | russischer Architekt und Hochschullehrer                                                                     | 72    |       |
| 8. November  | Giorgio Ferrini                          | italienischer Fußballspieler                                                                                 | 37    |       |
| 8. November  | Carlos Fonseca                           | nicaraguanischer Revolutionär, Gründer der nicaraguanischen Befreiungsfront FSLN                             | 40    |       |
| 8. November  | Robert Guiette                           | belgischer Dichter und Romanist                                                                              | 81    |       |
| 08. November | Lawrence Knapp                           | US-amerikanischer Hockeyspieler                                                                              | 71    |       |
| 8. November  | Christine Kühlenthal                     | britische Künstlerin deutscher Herkunft                                                                      | 81    |       |
| 8. November  | Clara G. McMillan                        | US-amerikanische Politikerin                                                                                 | 82    |       |
| 8. November  | Walther Mitzka                           | deutscher Sprachwissenschaftler                                                                              | 88    |       |
| 8. November  | Pekka Myrberg                            | finnischer Mathematiker                                                                                      | 83    |       |
| 9. November  | John Boland                              | britischer Schriftsteller und Journalist                                                                     | 63    |       |
| 9. November  | Gottfried von Cramm                      | deutscher Tennisspieler                                                                                      | 67    |       |
| 9. November  | Öyvind Fahlström                         | schwedischer Künstler                                                                                        | 47    |       |
| 9. November  | Billy Halop                              | US-amerikanischer Schauspieler                                                                               | 56    |       |
| 9. November  | Rosina Lhévinne                          | russisch-amerikanische Pianistin und Musikpädagogin                                                          | 96    |       |
| 9. November  | Bernhard Rein                            | estnischer Fußballnationalspieler                                                                            | 78    |       |
| 9. November  | Armas Taipale                            | finnischer Leichtathlet                                                                                      | 86    |       |
| 9. November  | Jürg Wartenweiler                        | Schweizer Biomechaniker                                                                                      | 60    |       |
| 10. November | Theodore Besterman                       | britischer Autor und Bibliograf                                                                              | 71    |       |
| 10. November | Carl Blümel                              | deutscher Archäologe                                                                                         | 83    |       |
| 10. November | Wout Buitenweg                           | niederländischer Fußballspieler                                                                              | 82    |       |
| 10. November | James Edgar Dandy                        | englischer Botaniker                                                                                         | 73    |       |
| 10. November | Vinzenz Erath                            | deutscher Erzähler                                                                                           | 70    |       |
| 10. November | Raimondo Giustiniani                     | italienischer Diplomat                                                                                       | 77    |       |
| 10. November | Alois Günthard                           | Schweizer Politiker                                                                                          | 63    |       |
| 10. November | Moïse Haissinsky                         | französischer Chemiker                                                                                       | 78    |       |
| 10. November | Kimura Shikō                             | japanischer Maler                                                                                            | 81    |       |
| 10. November | Annemarie Reinhard                       | deutsche Schriftstellerin                                                                                    | 54    |       |
| 10. November | Gustave Roud                             | Schweizer Schriftsteller, Übersetzer und Photograph französischer Sprache                                    | 79    |       |
| 11. November | Alexander Calder                         | US-amerikanischer Bildhauer und Objektkünstler (Mobiles)                                                     | 78    |       |
| 11. November | Igna Maria Jünemann                      | deutsche Journalistin und Schriftstellerin                                                                   | 84    |       |
| 11. November | Walter Schroeder                         | deutscher Politiker (FDP), MdL                                                                               | 82    |       |
| 11. November | Paul Zimmermann                          | deutscher Kommunalpolitiker                                                                                  | 76    |       |
| 12. November | Clint Benedict                           | kanadischer Eishockeyspieler                                                                                 | 84    |       |
| 12. November | Arie Bijvoet                             | niederländischer Fußballspieler                                                                              | 85    |       |
| 12. November | Pedro Dot                                | spanischer Rosenzüchter                                                                                      | 91    |       |
| 12. November | Anton Fingerle                           | deutscher Stadtschulrat (CSU)                                                                                | 64    |       |
| 12. November | Quentin Hubbard                          | US-amerikanischer Sohn des Gründers von Scientology                                                          | 22    |       |
| 12. November | Morgan M. Moulder                        | US-amerikanischer Politiker                                                                                  | 72    |       |
| 12. November | Hubert Peterka                           | österreichischer Bergsteiger und Führerautor                                                                 | 67    |       |
| 12. November | Walter Piston                            | US-amerikanischer Komponist                                                                                  | 82    |       |
| 12. November | Trude Roesler                            | deutsche Opernsängerin (Alt und Mezzosopran)                                                                 | 67    |       |
| 12. November | András Wanié                             | ungarischer Schwimmer und Wasserballspieler                                                                  | 65    |       |
| 13. November | Karl Bode                                | deutscher Kommunalpolitiker und Bürgermeister                                                                | 66    |       |
| 13. November | Georg Fuhg                               | deutscher Bildhauer und Töpfer                                                                               | 78    |       |
| 13. November | Paul Hódosy-Strobl                       | ungarischer Polizeioffizier und Geheimdienstmitarbeiter                                                      | 81    |       |
| 13. November | Eckart von Naso                          | deutscher Jurist, Schriftsteller und Dramaturg                                                               | 88    |       |
| 13. November | Christian von Platen-Hallermund          | deutscher Graf und Klosterpropst von Uetersen                                                                | 76    |       |
| 13. November | Klára Rothschild                         | ungarische Modedesignerin                                                                                    | 73    |       |
| 13. November | Franco Simone                            | italienischer Romanist, Französist und Renaissancespezialist                                                 | 63    |       |
| 13. November | Ladislav Sutnar                          | tschechisch-amerikanischer Graphikdesigner                                                                   | 79    |       |
| 14. November | Erich Claunigk                           | deutscher Kameramann                                                                                         | 76    |       |
| 14. November | F. Trubee Davison                        | US-amerikanischer Personaldirektor der CIA                                                                   | 80    |       |
| 14. November | Frederick Alfred Pile                    | britischer General                                                                                           | 92    |       |
| 15. November | Jean Gabin                               | französischer Schauspieler                                                                                   | 72    |       |
| 15. November | Kurt Herzberg                            | deutscher Hygieniker, Bakteriologe, Virologe und Hochschullehrer                                             | 80    |       |
| 15. November | Jesse Montgomery                         | US-amerikanischer Hindernisläufer                                                                            | 72    |       |
| 15. November | Josef Salcher                            | österreichischer Politiker (ÖVP), Landtagsabgeordneter, Mitglied des Bundesrates                             | 68    |       |
| 15. November | Eduard Sekler                            | österreichischer Bühnen- und Filmschauspieler                                                                | 96    |       |
| 16. November | Max Degebrodt                            | deutscher Landschaftsmaler                                                                                   | 91    |       |
| 16. November | Marie Frommer                            | deutsche Architektin                                                                                         | 86    |       |
| 17. November | Renato Calapso                           | italienischer Mathematiker                                                                                   | 75    |       |
| 17. November | Rita Passini                             | österreichische Malerin und Wandkeramikerin                                                                  | 94    |       |
| 17. November | Kurt Prenzel                             | deutscher Politiker und Funktionär (KPD, SED), Diplomat                                                      | 76    |       |
| 17. November | Hermina Geertruida Sauerbier             | niederländische Malerin und Zeichnerin                                                                       | 91    |       |
| 18. November | Christopher Addison, 2. Viscount Addison | britischer Peer                                                                                              | 71    |       |
| 18. November | Hermann Hubacher                         | Schweizer Bildhauer und Plastiker                                                                            | 91    |       |
| 18. November | Alfred Jerger                            | österreichischer Opernsänger (Bassbariton)                                                                   | 87    |       |
| 18. November | Heiner Kuch                              | deutscher Eisenbahningenieur und Maler                                                                       | 83    |       |
| 18. November | Man Ray                                  | US-amerikanischer Fotograf, Filmregisseur, Maler und Objektkünstler                                          | 86    |       |
| 18. November | Marcel Storr                             | französischer Maler                                                                                          | 65    |       |
| 19. November | Enzo Biliotti                            | italienischer Schauspieler                                                                                   | 89    |       |
| 19. November | Karl-Heinz Götze                         | deutscher Politiker (SPD), MdBB, Gewerkschaftsfunktionär                                                     | 59    |       |
| 19. November | Aimé Lievens                             | belgischer Radrennfahrer                                                                                     | 75    |       |
| 19. November | Wayne Millner                            | US-amerikanischer American-Football-Spieler und -Trainer                                                     | 63    |       |
| 19. November | Bolesław Napierała                       | polnischer Radsportler                                                                                       | 67    |       |
| 19. November | Basil Spence                             | schottischer Architekt                                                                                       | 69    |       |
| 20. November | Rudolf von Beckerath                     | deutscher Orgelbauer                                                                                         | 69    |       |
| 20. November | Edwin Russell Durno                      | US-amerikanischer Politiker                                                                                  | 77    |       |
| 20. November | Walther Hasemann                         | deutscher Unternehmer und Politiker (FDP), MdB                                                               | 76    |       |
| 20. November | Bruno Kirchhof                           | deutscher Politiker (FDP), MdL                                                                               | 85    |       |
| 20. November | Trofim Denissowitsch Lyssenko            | sowjetischer Biologe                                                                                         | 78    |       |
| 21. November | Adalbert Marksteiner                     | rumänisch-ungarischer Fußballspieler und -trainer                                                            | 57    |       |
| 21. November | Antonin Raymond                          | tschechisch-amerikanischer Architekt                                                                         | 88    |       |
| 22. November | Henri Akoka                              | französischer Klarinettist                                                                                   | 64    |       |
| 22. November | Peter Birkhäuser                         | Schweizer Maler und Grafiker                                                                                 | 65    |       |
| 22. November | Rupert Davies                            | britischer Schauspieler                                                                                      | 60    |       |
| 22. November | Werner Fischer                           | deutscher Kommunalpolitiker                                                                                  | 74    |       |
| 22. November | Otto Grassl                              | deutscher Maler und Grafiker                                                                                 | 85    |       |
| 22. November | Helmut Weitzer                           | österreichischer Industrieller und Manager                                                                   | 75    |       |
| 23. November | Eleanor Duckett                          | Historikerin und Altphilologin                                                                               | 96    |       |
| 23. November | Pierre Hemmer                            | luxemburgischer Mittelstreckenläufer                                                                         | 64    |       |
| 23. November | André Malraux                            | französischer Schriftsteller und Politiker                                                                   | 75    |       |
| 23. November | Fritz Steiner                            | österreichisch-niederländischer Schauspieler, Komiker und Operettendarsteller                                | 80    |       |
| 23. November | Heinrich Welsch                          | saarländischer Ministerpräsident                                                                             | 88    |       |
| 23. November | Eduard Wolpers                           | deutscher Fußballspieler                                                                                     | 76    |       |
| 24. November | Hildegard Brodtführer                    | deutsche Politikerin (SPD), MdL                                                                              | 77    |       |
| 24. November | Francisco Ruas Hornay                    | osttimoresischer Freiheitskämpfer                                                                            |       |       |
| 24. November | Jacques Landry                           | kanadischer Skispringer                                                                                      | 65    |       |
| 24. November | Georg Merkel                             | österreichischer Maler                                                                                       | 95    |       |
| 24. November | Egon Wiberg                              | deutscher Chemiker                                                                                           | 75    |       |
| 25. November | Fernando María de Castiella Maíz         | spanischer Diplomat und Politiker                                                                            | 68    |       |
| 25. November | Isidor Eirainer                          | deutscher Landwirt und Mitglied des Bayerischen Senats                                                       | 76    |       |
| 25. November | Vivian Hunter Galbraith                  | englischer Historiker, Fellow der British Academy und Oxford Regius Professor für neue Geschichte            | 86    |       |
| 25. November | Michail Iossifowitsch Gurewitsch         | sowjetischer Flugzeugkonstrukteur                                                                            | 83    |       |
| 25. November | Engelbert Rehling                        | deutscher katholischer Geistlicher, politischer Häftling im KZ Dachau                                        | 70    |       |
| 25. November | Az-Ziriklī                               | syrisch-arabischer Dichter, Gelehrter und Journalist                                                         | 83    |       |
| 26. November | Bernhard Berliner                        | deutscher Mediziner                                                                                          | 91    |       |
| 26. November | Kurt Heiß                                | deutscher kommunistischer Funktionär und Journalist                                                          | 67    |       |
| 26. November | Johannes Lello                           | estnischer Fußballspieler                                                                                    | 81    |       |
| 26. November | Heinrich Otto Meisner                    | deutscher Archivar und Historiker                                                                            | 86    |       |
| 26. November | Bruno Senftleben                         | deutscher Widerstandskämpfer gegen den Nationalsozialismus                                                   | 71    |       |
| 27. November | Walo von Greyerz                         | Schweizer Politiker                                                                                          | 78    |       |
| 27. November | Norman Llewellyn Hill                    | US-amerikanischer Politikwissenschaftler                                                                     | 80    |       |
| 27. November | Hans Jänichen                            | deutscher Historiker                                                                                         | 66    |       |
| 27. November | Herbert Kaufmann                         | deutscher Volkskundler, Journalist und Schriftsteller                                                        | 56    |       |
| 27. November | Hans-Albrecht Lehmann                    | deutscher Offizier, zuletzt Generalmajor im Zweiten Weltkriege                                               | 82    |       |
| 27. November | Louis Pradel                             | französischer Politiker, Bürgermeister der Stadt Lyon                                                        | 69    |       |
| 27. November | Carl-Axel Söderström                     | schwedischer Fotograf, Kameramann und Laborleiter                                                            | 82    |       |
| 27. November | Diego Valeri                             | italienischer Lyriker                                                                                        | 89    |       |
| 28. November | George H. Amidon                         | US-amerikanischer Politiker und Treasurer von Vermont                                                        | 72    |       |
| 28. November | Albert Caquot                            | französischer Ingenieur; Bauingenieurwesen und Luftfahrt                                                     | 95    |       |
| 28. November | Humberto Elgueta                         | chilenischer Fußballspieler                                                                                  | 72    |       |
| 28. November | Robert Fleming                           | kanadischer Komponist, Pianist, Organist, Chorleiter und Musikpädagoge                                       | 55    |       |
| 28. November | Len Harvey                               | britischer Boxer im Mittelgewicht                                                                            | 69    |       |
| 28. November | Heinrich Klosterkemper                   | deutscher Verwaltungsjurist und Landrat                                                                      | 73    |       |
| 28. November | Mona Parsons                             | kanadische Widerstandskämpferin gegen die deutsche Besatzung der Niederlande während des Zweiten Weltkr...   | 75    |       |
| 28. November | Rosalind Russell                         | US-amerikanische Schauspielerin                                                                              | 69    |       |
| 28. November | Karin Schersinski                        | deutsche Schauspielerin                                                                                      | 21    |       |
| 28. November | Werner Siedhoff                          | deutscher Schauspieler                                                                                       | 77    |       |
| 29. November | José María Arizmendiarrieta              | baskischer katholischer Priester und Unternehmer                                                             | 61    |       |
| 29. November | Godfrey Cambridge                        | US-amerikanischer Schauspieler                                                                               | 43    |       |
| 29. November | Walter Hieber                            | deutscher Chemiker                                                                                           | 80    |       |
| 29. November | José da Costa Nunes                      | portugiesischer Kardinal der römisch-katholischen Kirche und Erzbischof von Goa                              | 96    |       |
| 29. November | Jann Eduard Pauls                        | deutscher Politiker (fraktionslos), MdL                                                                      | 86    |       |
| 29. November | Werner Weber                             | deutscher Jurist und Hochschullehrer                                                                         | 72    |       |
| 30. November | Robert Hale                              | US-amerikanischer Politiker                                                                                  | 87    |       |
| 30. November | Iwan Ignatjewitsch Jakubowski            | sowjetischer Militär, Marschall der Sowjetunion und Oberbefehlshaber des Warschauer Paktes                   | 64    |       |
| 30. November | Karl Lücking                             | deutscher evangelischer Theologe                                                                             | 83    |       |
| 30. November | Glen Pearson                             | australischer Politiker (South Australia)                                                                    | 69    |       |
| 30. November | Fritz Rasp                               | deutscher Film- und Bühnendarsteller                                                                         | 85    |       |
| 30. November | Friedrich Schulz                         | deutscher Offizier, zuletzt General der Infanterie im Zweiten Weltkrieg                                      | 79    |       |
| 30. November | Armin Zimmermann                         | deutscher Admiral                                                                                            | 58    |       |
| November     | Ferdinand Bellan                         | österreichischer Filmarchitekt und Zeichner beim deutschen und britischen Film                               | 79    |       |
| November     | Albert Tannenbaum                        | US-amerikanischer Gangster                                                                                   | 70    |       |

## Dezember
| Tag          | Name                                | Beruf, bekannt als                                                                                              | Alter | Beleg |
| ------------ | ----------------------------------- | --- | ----- | ----- |
| 1. Dezember  | Sonia Alomis                        | polnisch-amerikanische Theaterschauspielerin                                                                    | 80    |       |
| 1. Dezember  | Walter Bluhm                        | deutscher Schauspieler und Synchronsprecher                                                                     | 72    |       |
| 1. Dezember  | Walter Dudek                        | deutscher Politiker (SPD)                                                                                       | 86    |       |
| 1. Dezember  | Till Eulenberg                      | deutscher Journalist und Verleger                                                                               | 70    |       |
| 1. Dezember  | Hans-Georg Großmann                 | deutscher Gynäkologe und Gewerkschafter                                                                         | 75    |       |
| 1. Dezember  | Jane Marken                         | französische Schauspielerin                                                                                     | 81    |       |
| 1. Dezember  | Maria Weiterer                      | deutsche Widerstandskämpferin gegen den Nationalsozialismus                                                     | 77    |       |
| 1. Dezember  | Otto Wittenburg                     | deutscher Offizier und Politiker (DP), MdB                                                                      | 85    |       |
| 2. Dezember  | Alfredo Dinale                      | italienischer Radrennfahrer                                                                                     | 76    |       |
| 2. Dezember  | Tommaso Maestrelli                  | italienischer Fußballspieler und -trainer                                                                       | 54    |       |
| 2. Dezember  | Kunz Nierade                        | deutscher Architekt                                                                                             | 75    |       |
| 2. Dezember  | Kurt Vieweg                         | deutscher Politiker (SED), MdV, Sekretär für Landwirtschaft im ZK, Generalsekretär der VdGB, Hochschullehrer    | 65    |       |
| 3. Dezember  | Hans Adamy                          | deutscher Maler und Grafiker                                                                                    | 86    |       |
| 3. Dezember  | Günther Budelmann                   | deutscher Kardiologe und Hochschullehrer                                                                        | 73    |       |
| 3. Dezember  | Angelo Iachino                      | italienischer Admiral                                                                                           | 87    |       |
| 3. Dezember  | Ernst Marcello                      | deutsch-amerikanischer Politiker                                                                                | 69    |       |
| 3. Dezember  | Frauke Missfeldt-Bünz               | deutsche Malerin                                                                                                | 94    |       |
| 3. Dezember  | Mary Nash                           | US-amerikanische Schauspielerin                                                                                 | 92    |       |
| 3. Dezember  | Hermann Pörzgen                     | deutscher Journalist                                                                                            | 71    |       |
| 03. Dezember | Ernfrid Rydberg                     | schwedischer Leichtathlet                                                                                       | 80    |       |
| 3. Dezember  | Karl Schmalfuß                      | deutscher Agrikulturchemiker und Bodenkundler                                                                   | 72    |       |
| 3. Dezember  | Otto Schwebel                       | deutscher Politiker (NSDAP), MdR                                                                                | 73    |       |
| 3. Dezember  | Pio Yukwan Deng                     | sudanesischer Geistlicher                                                                                       | 55    |       |
| 4. Dezember  | Tommy Bolin                         | US-amerikanischer Gitarrist                                                                                     | 25    |       |
| 4. Dezember  | Benjamin Britten                    | englischer Komponist                                                                                            | 63    |       |
| 4. Dezember  | Jesse DuMond                        | US-amerikanischer Physiker                                                                                      | 84    |       |
| 4. Dezember  | Walther Eltester                    | deutscher evangelischer Theologe                                                                                | 77    |       |
| 4. Dezember  | Hildegarde Haslinger                | deutsche Ärztin                                                                                                 | 78    |       |
| 4. Dezember  | Patroklos Karantinos                | griechischer Architekt                                                                                          |       |       |
| 4. Dezember  | Pepe Marchena                       | spanischer Flamenco-Sänger                                                                                      |       |       |
| 4. Dezember  | Hans Rumpf                          | deutscher Verfahrenstechniker, Universitätsprofessor und Hochschulpolitiker                                     | 65    |       |
| 4. Dezember  | Thomas Joseph Toolen                | US-amerikanischer römisch-katholischer Geistlicher                                                              | 90    |       |
| 5. Dezember  | Max Gründl                          | deutscher Kommunalpolitiker, Oberbürgermeister von Ingolstadt                                                   | 80    |       |
| 5. Dezember  | Ernst Hornig                        | deutscher evangelischer Geistlicher, Bischof von Görlitz                                                        | 82    |       |
| 5. Dezember  | Leida Kibuvits                      | estnische Schriftstellerin                                                                                      | 69    |       |
| 5. Dezember  | Rudolf Marik                        | österreichischer Schauspieler                                                                                   | 75    |       |
| 5. Dezember  | Gert Mollin                         | deutscher Politiker (CDU), MdA                                                                                  | 64    |       |
| 5. Dezember  | Franz Ockermüller                   | österreichischer Bankfachmann                                                                                   | 61    |       |
| 5. Dezember  | Adolf Schmitt                       | deutscher Missionar und römisch-katholischer Bischof von Bulawayo in Simbabwe                                   | 71    |       |
| 5. Dezember  | Francis van den Berg                | deutsche römisch-katholische Ordensfrau, Missionarin und Märtyrin                                               | 41    |       |
| 5. Dezember  | Heinrich Waldvogt                   | deutscher Politiker (DDP, SPD)                                                                                  | 84    |       |
| 5. Dezember  | Possenti Weggartner                 | deutscher römisch-katholischer Geistlicher, Ordensmann, Missionar und Märtyrer                                  | 69    |       |
| 6. Dezember  | Markus Bereisch                     | Rabbiner | 91    |       |
| 6. Dezember  | Hugo Cordshagen                     | deutscher Archivar und Historiker                                                                               | 55    |       |
| 6. Dezember  | Magnús Brynjólfsson                 | isländischer Skirennläufer                                                                                      | 53    |       |
| 6. Dezember  | João Goulart                        | brasilianischer Politiker, Präsident Brasiliens (1961–1964)                                                     | 58    |       |
| 6. Dezember  | Marcel Leboutte                     | belgischer Fußballspieler                                                                                       | 96    |       |
| 6. Dezember  | Kurt Pagendarm                      | deutscher Jurist und Bundesrichter                                                                              | 74    |       |
| 6. Dezember  | Adam Ritzhaupt                      | evangelischer Theologe und Pfarrer sowie Erzähler                                                               | 94    |       |
| 6. Dezember  | Carl Rotermund                      | deutscher Architekt                                                                                             | 87    |       |
| 7. Dezember  | Carol Bartha                        | rumänischer Fußballspieler                                                                                      | 53    |       |
| 7. Dezember  | Theodor Kristen                     | deutscher Bauingenieur                                                                                          | 88    |       |
| 7. Dezember  | Tetjana Pata                        | ukrainische Malerin, Vertreterin der Petrykiwka-Malerei                                                         | 92    |       |
| 7. Dezember  | Kurt Schwarze                       | deutscher Architekt                                                                                             | 76    |       |
| 7. Dezember  | Ferenc Tima                         | ungarischer Sprinter                                                                                            | 56    |       |
| 8. Dezember  | Erwin Aderhold                      | deutscher Film- und Theaterschauspieler                                                                         | 75    |       |
| 8. Dezember  | Albert Borschette                   | luxemburgischer Schriftsteller, Politiker und EG-Kommissar                                                      | 56    |       |
| 8. Dezember  | Cathy Downs                         | US-amerikanische Schauspielerin                                                                                 | 52    |       |
| 8. Dezember  | Gerhard Günther                     | deutscher Theologe                                                                                              | 87    |       |
| 8. Dezember  | Rudolf Hotzenköcherle               | Schweizer Sprachwissenschaftler                                                                                 | 73    |       |
| 8. Dezember  | Otto Karrer                         | deutscher katholischer Theologe                                                                                 | 88    |       |
| 8. Dezember  | Herbert Mitscha-Märheim             | österreichischer Prähistoriker                                                                                  | 76    |       |
| 8. Dezember  | Hans von Schiller                   | deutscher Marine- und Luftwaffenoffizier, Luftschiffer                                                          | 85    |       |
| 8. Dezember  | Isidoro Sota                        | mexikanischer Fußballspieler                                                                                    | 74    |       |
| 8. Dezember  | Alfred Wegwerth                     | deutscher Künstler und Politiker (NSDAP)                                                                        | 79    |       |
| 9. Dezember  | Gerhard Engel                       | deutscher Offizier, zuletzt Generalleutnant im Zweiten Weltkrieg                                                | 70    |       |
| 9. Dezember  | Thor Jensen                         | norwegischer Turner                                                                                             | 96    |       |
| 9. Dezember  | Segundo Serrano Poncela             | spanischer Politiker und Autor                                                                                  |       |       |
| 9. Dezember  | Andre Thiriet                       | französischer Komponist                                                                                         | 70    |       |
| 10. Dezember | August Zeuner                       | deutscher Politiker (CDU), MdL und Sportfunktionär                                                              | 63    |       |
| 11. Dezember | Henry d’Avigdor-Goldsmid            | britischer Offizier und Politiker (Conservative Party)                                                          | 67    |       |
| 11. Dezember | Ferdinand Fageth                    | österreichischer Gastwirt, Bergmann und Politiker (SDAP, SPÖ), Landtagsabgeordneter, Abgeordneter zum Nation... | 82    |       |
| 11. Dezember | Elmyr de Hory                       | ungarischer Maler und Kunstfälscher                                                                             | 70    |       |
| 11. Dezember | Ali Yavar Jung                      | indischer Politiker und Diplomat                                                                                | 71    |       |
| 11. Dezember | Erich Müller                        | deutscher Bildhauer und Künstler                                                                                | 66    |       |
| 11. Dezember | Paul Schmeck                        | deutscher Politiker (CDU), MdL                                                                                  | 82    |       |
| 12. Dezember | Hermann Buddensieg                  | deutscher Schriftsteller, Herausgeber und Übersetzer                                                            | 83    |       |
| 12. Dezember | Jack Cassidy                        | US-amerikanischer Schauspieler und Sänger                                                                       | 49    |       |
| 12. Dezember | Fritz Klee                          | deutscher Porzellan-Designer                                                                                    | 100   |       |
| 12. Dezember | Wadim Borissowitsch Schawrow        | sowjetischer Flugzeugkonstrukteur                                                                               | 78    |       |
| 13. Dezember | Eduard Claudius                     | deutscher Schriftsteller und Diplomat (DDR)                                                                     | 65    |       |
| 13. Dezember | Gerhard Eichler                     | deutscher SED-Funktionär                                                                                        | 66    |       |
| 13. Dezember | Agnes Gerlach                       | deutsche Frauenrechtlerin und Kommunalpolitikerin                                                               | 88    |       |
| 13. Dezember | Tigran Borissowitsch Gorgijew       | sowjetischer Schachkomponist                                                                                    | 66    |       |
| 13. Dezember | Vladas Jakubėnas                    | litauischer Komponist, Pädagoge und Musikkritiker                                                               | 73    |       |
| 13. Dezember | Victor A. Knox                      | US-amerikanischer Politiker                                                                                     | 77    |       |
| 13. Dezember | Konstantin Müller                   | österreichischer Gerechter unter den Völkern                                                                    | 72    |       |
| 13. Dezember | Sture Petrén                        | schwedischer Jurist und Richter am Internationalen Gerichtshof                                                  | 68    |       |
| 13. Dezember | Lambert Schill                      | deutscher Landwirt und Politiker (Zentrum, BCSV, CDU), MdB                                                      | 88    |       |
| 13. Dezember | Friedrich Wolff                     | deutscher Volkswirt, Journalist, Verwaltungsbeamter und Politiker (SPD), MdPR                                   | 64    |       |
| 14. Dezember | Friedrich Foertsch                  | deutscher Offizier, Generalleutnant im Zweiten Weltkrieg, Generalinspekteur der Bundeswehr (1961–1963)          | 76    |       |
| 14. Dezember | Ernst Hitzegrad                     | deutscher Polizeigeneral und SS-Gruppenführer                                                                   | 86    |       |
| 14. Dezember | Lilli Martius                       | deutsche Kunsthistorikerin und Professorin                                                                      | 91    |       |
| 14. Dezember | Donald Menzel                       | amerikanischer Astronom                                                                                         | 75    |       |
| 14. Dezember | Gyula Németh                        | ungarischer Linguist und Turkologe                                                                              | 86    |       |
| 15. Dezember | Hermann Erbe-Vogel                  | deutscher Maler                                                                                                 | 69    |       |
| 15. Dezember | Ernst Fegté                         | deutscher Szenenbildner                                                                                         | 76    |       |
| 15. Dezember | Grégoire Kayibanda                  | ruandischer Politiker                                                                                           | 52    |       |
| 15. Dezember | Ivan M. Linforth                    | US-amerikanischer Klassischer Philologe und Religionswissenschaftler                                            | 97    |       |
| 15. Dezember | John Thomas Phillifent              | britischer Science-Fiction-Autor                                                                                | 60    |       |
| 15. Dezember | Hermann Schnitzler                  | deutscher Kunsthistoriker                                                                                       | 71    |       |
| 16. Dezember | Nessa Cohen                         | US-amerikanische Bildhauerin                                                                                    | 92    |       |
| 16. Dezember | Karl Dickbauer                      | österreichischer Polizist und Gerechter unter den Völkern                                                       | 85    |       |
| 16. Dezember | Ilse Fürstenberg                    | deutsche Schauspielerin und Synchronsprecherin                                                                  | 69    |       |
| 16. Dezember | Albert Sacharowitsch Manfred        | sowjetischer Historiker                                                                                         | 70    |       |
| 16. Dezember | Charles Mountford                   | australischer Anthropologe und Ethnologe                                                                        | 86    |       |
| 17. Dezember | Paul Baumann                        | deutscher Politiker (KPD), MdL                                                                                  | 75    |       |
| 17. Dezember | Gion Darms                          | Schweizer Politiker (KVP)                                                                                       | 79    |       |
| 17. Dezember | Hans Joachim Deuticke               | deutscher Chemiker, Mediziner und Hochschullehrer                                                               | 78    |       |
| 17. Dezember | Wladimir Georgijewitsch Gaidarow    | russischer Theater- und Filmschauspieler                                                                        | 83    |       |
| 17. Dezember | Kurt Jung-Alsen                     | deutscher DEFA-Regisseur                                                                                        | 61    |       |
| 17. Dezember | Philip Henry Kuenen                 | niederländischer Geologe                                                                                        | 74    |       |
| 17. Dezember | Egon Römisch                        | deutscher Fachdidaktiker der alten Sprachen                                                                     | 67    |       |
| 18. Dezember | Norbert Christian                   | deutscher Schauspieler                                                                                          | 51    |       |
| 18. Dezember | Luitpold Dussler                    | deutscher Kunsthistoriker                                                                                       | 81    |       |
| 18. Dezember | Yrjö Reenpää                        | finnischer Physiologe und Philosoph und Professor für Physiologie an der Universität Helsinki                   | 82    |       |
| 19. Dezember | Giuseppe Caselli                    | italienischer Maler                                                                                             | 83    |       |
| 19. Dezember | Kurt Lieck                          | deutscher Schauspieler, Theaterregisseur und Hörspielsprecher                                                   | 77    |       |
| 19. Dezember | Heinrich Rehder                     | deutscher Sprinter                                                                                              | 89    |       |
| 19. Dezember | János Rihetzky                      | ungarischer Ringer                                                                                              | 73    |       |
| 19. Dezember | Hans Schmid                         | Schweizer Chemiker                                                                                              | 59    |       |
| 19. Dezember | Jack Trevor                         | englischer Schauspieler                                                                                         | 83    |       |
| 20. Dezember | Richard J. Daley                    | US-amerikanischer Politiker und Bürgermeister von Chicago                                                       | 74    |       |
| 20. Dezember | Hans von Obstfelder                 | deutscher Offizier und General der Infanterie im Zweiten Weltkrieg                                              | 90    |       |
| 20. Dezember | Alexander von Pfuhlstein            | deutscher Generalleutnant                                                                                       | 77    |       |
| 20. Dezember | Ned Washington                      | US-amerikanischer und Liedtexter                                                                                | 75    |       |
| 21. Dezember | Max Grob                            | Schweizer Kinderchirurg                                                                                         | 75    |       |
| 21. Dezember | Munro Leaf                          | amerikanischer Kinderbuchautor und -illustrator                                                                 | 71    |       |
| 21. Dezember | Vijay Kumar Patodi                  | indischer Mathematiker                                                                                          | 31    |       |
| 21. Dezember | Carl Ludwig Schreiber               | deutscher Landschaftsarchitekt und Universitätsprofessor                                                        | 73    |       |
| 22. Dezember | Dietmar Dünhöft                     | deutscher Fotograf                                                                                              | 47    |       |
| 22. Dezember | Martín Luis Guzmán                  | mexikanischer Schriftsteller                                                                                    | 89    |       |
| 22. Dezember | Adolf Remane                        | deutscher Zoologe                                                                                               | 78    |       |
| 22. Dezember | Wilhelm Schäffer                    | deutscher bildender Künstler                                                                                    | 85    |       |
| 23. Dezember | Walter Bauer                        | deutscher Schriftsteller                                                                                        | 72    |       |
| 23. Dezember | Rudolf Belzer                       | deutscher Landrat                                                                                               | 75    |       |
| 23. Dezember | Hermann Hagestedt                   | deutscher Dirigent                                                                                              | 73    |       |
| 23. Dezember | Frank Headlam                       | australischer Offizier der Luftstreitkräfte (RAAF)                                                              | 62    |       |
| 23. Dezember | Arnold Klünder                      | deutscher Maler, Grafiker und Keramiker                                                                         | 67    |       |
| 23. Dezember | Rudolf Reinhardt                    | deutscher Zivilrechtswissenschaftler                                                                            | 74    |       |
| 23. Dezember | Johannes Schmidt                    | deutscher SD-Mann                                                                                               | 68    |       |
| 24. Dezember | Jean de Broglie                     | französischer Politiker, Mitglied der Nationalversammlung                                                       | 55    |       |
| 24. Dezember | Danica Deutsch                      | US-amerikanische Psychologin und Pädagogin                                                                      | 86    |       |
| 24. Dezember | Hugo Linck                          | deutscher lutherischer Geistlicher                                                                              | 86    |       |
| 24. Dezember | Otto Seeger                         | deutscher Politiker (KPS/SED) und Gewerkschafter                                                                | 76    |       |
| 24. Dezember | Wiktor Jakowlewitsch Stanizyn       | sowjetischer Schauspieler und Regisseur                                                                         | 79    |       |
| 24. Dezember | Therese Wieser                      | deutsche Fachlehrerin, Landwirtin und Senatorin (Bayern)                                                        | 78    |       |
| 25. Dezember | Günther Arndt                       | deutscher Chorleiter und Produzent                                                                              | 69    |       |
| 25. Dezember | Frankie Darro                       | US-amerikanischer Schauspieler                                                                                  | 59    |       |
| 25. Dezember | Hans Forester                       | deutscher Richter                                                                                               | 74    |       |
| 25. Dezember | Eugen Lemberg                       | deutscher Soziologe tschechischer Herkunft                                                                      | 72    |       |
| 25. Dezember | Irving Lerner                       | US-amerikanischer Regisseur                                                                                     | 67    |       |
| 25. Dezember | Daryl Lindsay                       | australischer Künstler                                                                                          | 86    |       |
| 25. Dezember | Conduelo Píriz                      | uruguayischer Fußballspieler                                                                                    |       |       |
| 25. Dezember | Waldemar Seunig                     | österreichischer Dressurreiter und Pferdetrainer                                                                | 89    |       |
| 26. Dezember | John C. Brophy                      | US-amerikanischer Politiker                                                                                     | 75    |       |
| 26. Dezember | Philip Hart                         | US-amerikanischer Jurist und Politiker (Demokratische Partei)                                                   | 64    |       |
| 26. Dezember | Gottfried Hermann                   | österreichischer Turner                                                                                         | 66    |       |
| 26. Dezember | Einar Meulengracht                  | dänischer Mediziner                                                                                             | 89    |       |
| 26. Dezember | Justin Thannhauser                  | deutsch-amerikanischer Galerist und Kunstsammler                                                                | 84    |       |
| 26. Dezember | Wilhelm von Wrangell                | deutschbaltischer Politiker in Estland                                                                          | 82    |       |
| 27. Dezember | Karl Abenthum                       | deutscher katholischer Pfarrer                                                                                  | 75    |       |
| 27. Dezember | Anders Ahlgren                      | schwedischer Ringer                                                                                             | 88    |       |
| 27. Dezember | Main Bocher                         | US-amerikanischer Modedesigner                                                                                  | 86    |       |
| 27. Dezember | Andreas Gadient                     | Schweizer Politiker (Demokratische Partei Graubündens)                                                          | 84    |       |
| 27. Dezember | Erwin Hölzle                        | deutscher Historiker                                                                                            | 75    |       |
| 27. Dezember | Heiner Mechling                     | deutscher Fußballspieler                                                                                        | 84    |       |
| 27. Dezember | Egon Rosenberg                      | deutscher Politiker (FDP), MdL                                                                                  | 81    |       |
| 27. Dezember | Ernst Winkler                       | österreichischer Journalist und Politiker (SPÖ), Abgeordneter zum Nationalrat                                   | 77    |       |
| 28. Dezember | Manuel Alday                        | spanischer Fußballspieler                                                                                       | 59    |       |
| 28. Dezember | Rudolf Berthold                     | deutscher Fußballnationalspieler                                                                                | 73    |       |
| 28. Dezember | Bodo-Wilke von Bodenhausen          | deutscher Kommunalpolitiker                                                                                     | 82    |       |
| 28. Dezember | Katharine Byron                     | US-amerikanische Politikerin                                                                                    | 73    |       |
| 28. Dezember | Freddie King                        | US-amerikanischer Bluesmusiker                                                                                  | 42    |       |
| 28. Dezember | Pierre La Mure                      | französischer Schriftsteller                                                                                    | 77    |       |
| 28. Dezember | Rudolf Lilie                        | deutscher Ortsgruppenleiter der NSDAP                                                                           | 72    |       |
| 28. Dezember | Ernstwalter Mitulski                | deutscher Schauspieler                                                                                          | 78    |       |
| 28. Dezember | Franz Seraph Reicheneder            | deutscher Historiker und Heimatforscher                                                                         | 71    |       |
| 28. Dezember | Heinz Such                          | deutscher Rechtswissenschaftler                                                                                 | 66    |       |
| 28. Dezember | Sergei Pawlowitsch Tolstow          | sowjetischer Archäologe, Ethnograf und Historiker                                                               | 69    |       |
| 28. Dezember | Jack de Vries                       | niederländischer Jazzposaunist                                                                                  | 70    |       |
| 28. Dezember | Lindsay Carter Warren               | US-amerikanischer Politiker                                                                                     | 87    |       |
| 28. Dezember | Solomon Zeitlin                     | litauischer Rabbiner, Theologe und Historiker                                                                   | 84    |       |
| 29. Dezember | Karl Meixner                        | österreichischer Schauspieler                                                                                   | 73    |       |
| 29. Dezember | Erich Mülbe                         | deutscher Offizier, Historiker und Publizist                                                                    | 78    |       |
| 29. Dezember | Ivo Van Damme                       | belgischer Mittelstreckenläufer                                                                                 | 22    |       |
| 29. Dezember | Josef Zimmermann                    | deutscher Weihbischof                                                                                           | 75    |       |
| 30. Dezember | Karl Burdach                        | deutscher Offizier, zuletzt Generalleutnant im Zweiten Weltkrieg                                                | 85    |       |
| 30. Dezember | Rudolf Fischer                      | Schweizer Formel-1-Rennfahrer                                                                                   | 64    |       |
| 30. Dezember | Franz Gaksch                        | deutscher Politiker (CSU)                                                                                       | 72    |       |
| 30. Dezember | Richard Kerschagl                   | österreichischer Nationalökonom                                                                                 | 80    |       |
| 30. Dezember | Ignazio Leone                       | italienischer Schauspieler                                                                                      | 53    |       |
| 30. Dezember | Thomas Hildebrand Preston           | britischer Diplomat                                                                                             | 90    |       |
| 31. Dezember | Carl Josef Barth                    | deutscher Maler                                                                                                 | 80    |       |
| 31. Dezember | Sándor Bortnyik                     | ungarischer Maler und Grafiker                                                                                  | 83    |       |
| 31. Dezember | Isaäc Nicolaas Theodoor Diepenhorst | niederländischer Politiker (CHU)                                                                                | 69    |       |
| 31. Dezember | Andreas Kurz                        | deutscher Politiker (BVP, CSU), MdL                                                                             | 82    |       |
| 31. Dezember | Friedrich Leesemann                 | deutscher General                                                                                               | 83    |       |
| 31. Dezember | Friedrich Völlinger                 | deutscher Mediziner und Standespolitiker                                                                        | 81    |       |
| Dezember     | James Dible                         | britischer Diplomat                                                                                             | 86    |       |